# Vlag van Caquetá

Vlag van Caquetá

De vlag van Caquetá bestaat uit zeven horizontale banen, om en om in groen en wit (beginnend bij groen), met een wit kanton waarin vijftien goudkleurige vijfpuntige sterren een zestiende ster met dezelfde eigenschappen omringen.
De vijftien sterren die samen een cirkel vormen symboliseren de vijftien gemeenten van Caquetá; de ene ster in het midden symboliseert hun onderlinge solidariteit en staat ook voor het departement zelf.
De vlag is in gebruik sinds 21 augustus 1974.